# Consumer Electronics Show
Consumer Electronics Show ("CES") hade premiär juni 1967 och är en elektronikmässa i Las Vegas i Nevada i USA som sponsras av Consumer Electronics Association. Man håller till i Las Vegas Convention Center.
Från början höll man till i New York. 1978–1994 var mässan alltid säsongsuppdelad och hölls två gånger om året, i januari i Las Vegas som "Winter Consumer Electronics Show" (WCES) och i juni i Chicago i Illinois som "Summer Consumer Electronics Show" (SCES).
1995 års vintervariant hölls som planerat, med framgång, men sommarvarianten började tappa i popularitet. Man började då tala om att flytta runt den på olika orter i USA men samma veckoslut var Electronic Entertainment Expo på väg och förlagd till USA:s västkust. 1996 års vintervariant hölls i Las Vegas i januari, följd av en sommarvariant i Orlando, Florida. 1997 års vintervariant blev också framgångsrik. Nästa sommarvariant skulle hållas samtidigt som Spring COMDEX i Atlanta, men avbröts.
Från tidigt 1980-tal till och med 1997 innehöll CES-mässan en avdelning ägnad åt företag och verksamheter inom sexbranschen. 1998 knoppades denna verksamhet dock av till den separata AVN Adult Entertainment Expo, även den arrangerad i Las Vegas.
1998 gick man tillbaka till en gång om året, i Las Vegas där den tillsammans med CONEXPO-CON/AGG tillhör de större mässorna på sin ort, och det tar 18 dagar att plocka fram allt, driva mässan och sedan plocka isär.